# Paco de Lucía Sextet
Het Paco de Lucía Sextet was een formatie rondom de flamencogitarist Paco de Lucía. Deze flamenco nuevo groep werd opgericht om buiten de vastomlijnde flamenco paden een nieuw soort flamenco te ontwikkelen. 

## Samenstelling
De groep bestond in de jaren 80 uit: 
- Paco de Lucía (gitaar)
- Ramón de Algeciras (gitaar)
- Pepe de Lucia (cante)
- Jorge Pardo, fluit, sopraan saxofoon
- Carles Benavent, basgitaar
- Rubem Dantas, percussie
- Manuel Soler, baile flamenco (flamenco dans). Deze kwam er later bij.

### Discografie in deze formatie
1. "Solo quiero caminar" (1981)
2. "Live one summer night" (1984)
3. "Live in America" (1993)

## Nieuwe samenstelling
In 1997 werd de band nieuw leven geblazen in andere bezetting: 
- Paco de Lucía, guitar
- Ramón de Algeciras, guitar
- Duquende, cante (zang)
- Jorge Pardo, fluit, sopraan saxofoon
- Carles Benavent, basgitaar
- Rubem Dantas, percussie
- El Grilo, baile flamenco (flamenco dans)

### Discografie van deze formatie
- Luzía (1998)